# Ary Arcadie Lochakow

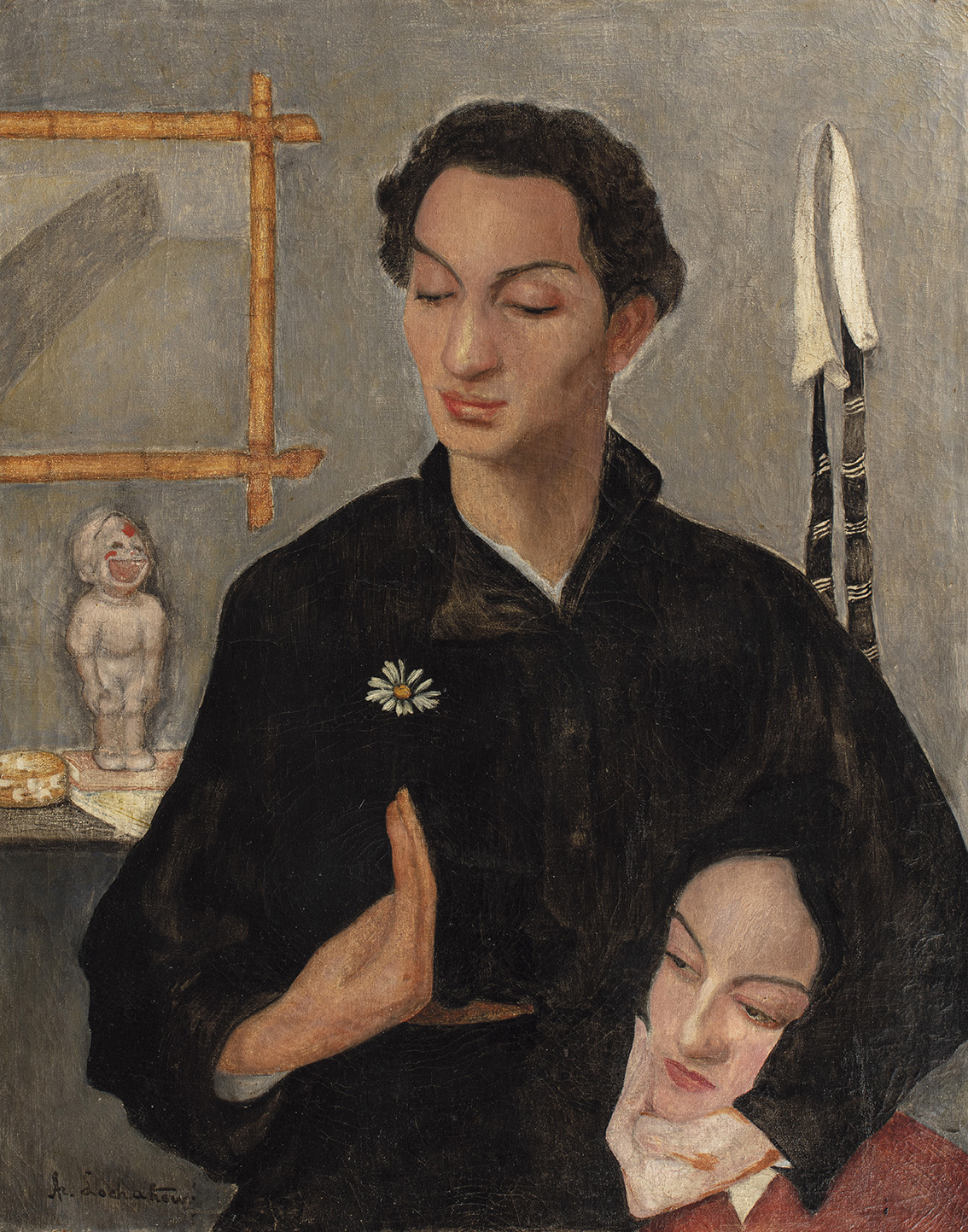
Portrait de M. et Mme Knout par Ary Lochakov (mahJ)

Ary Arcadie Lochakow (ou Lochakov ou Loșacov) est un artiste peintre roumain de l'École de Paris, né à Orhei en Bessarabie (Empire russe, actuelle Moldavie) le 8 décembre 1892 et mort à Boulogne-Billancourt le 5 octobre 1941,,,.

## Biographie
Né en 1892 dans une famille juive, il est fils du photographe Meer Lochakov et de son épouse, Rulhea. Ary Lochakow passe par l'École des Beaux-Arts d'Odessa avant de devenir officier dans l'armée russe pendant la Grande Guerre.
Il décide de se rendre à Paris en 1920 avec David Knout.
En 1923, Ary Lochakow peint un portrait de son ami, David Knout et de son épouse. Il expose à Paris dans différents  salons entre 1922 et 1938, notamment au Salon des Indépendants, au Salon d'Automne et au Salon des Tuileries.
En 1926, il est rejoint par son frère, Michael Solomon Losakov (né en 1882) à Paris, ce dernier retourne finalement en Bessarabie en 1940.
En 1931 et 1936, Ary Lochakov vit à Boulogne-Billancourt, au 38, rue du Vieux-Pont de Sèvres,. Vivant dans des conditions difficiles, il fait une demande de secours auprès du département de la Seine comme artiste au chômage en 1937.
Marié à Dina Benderschi, il meurt durant l'Occupation nazie, le 5 octobre 1941 à l'hôpital Ambroise-Paré de Boulogne-Billancourt situé 82, rue Saint-Cloud, non loin de son domicile.
Il fait partie des 84 artistes juifs de France auxquels Hersh Fenster a rendu hommage avec son ouvrage, Nos artistes martyrs, publié en 1951.

## Redécouverte de ses œuvres
En 2022, sur le port de San Francisco, on retrouve par hasard des œuvres signées « Lochakov » abandonnées sur un banc. Le transfert des œuvres de Lochakov depuis San Francisco au Musée d'Art et d'Histoire du Judaïsme a lieu en 2025.